# Індекс БігМака

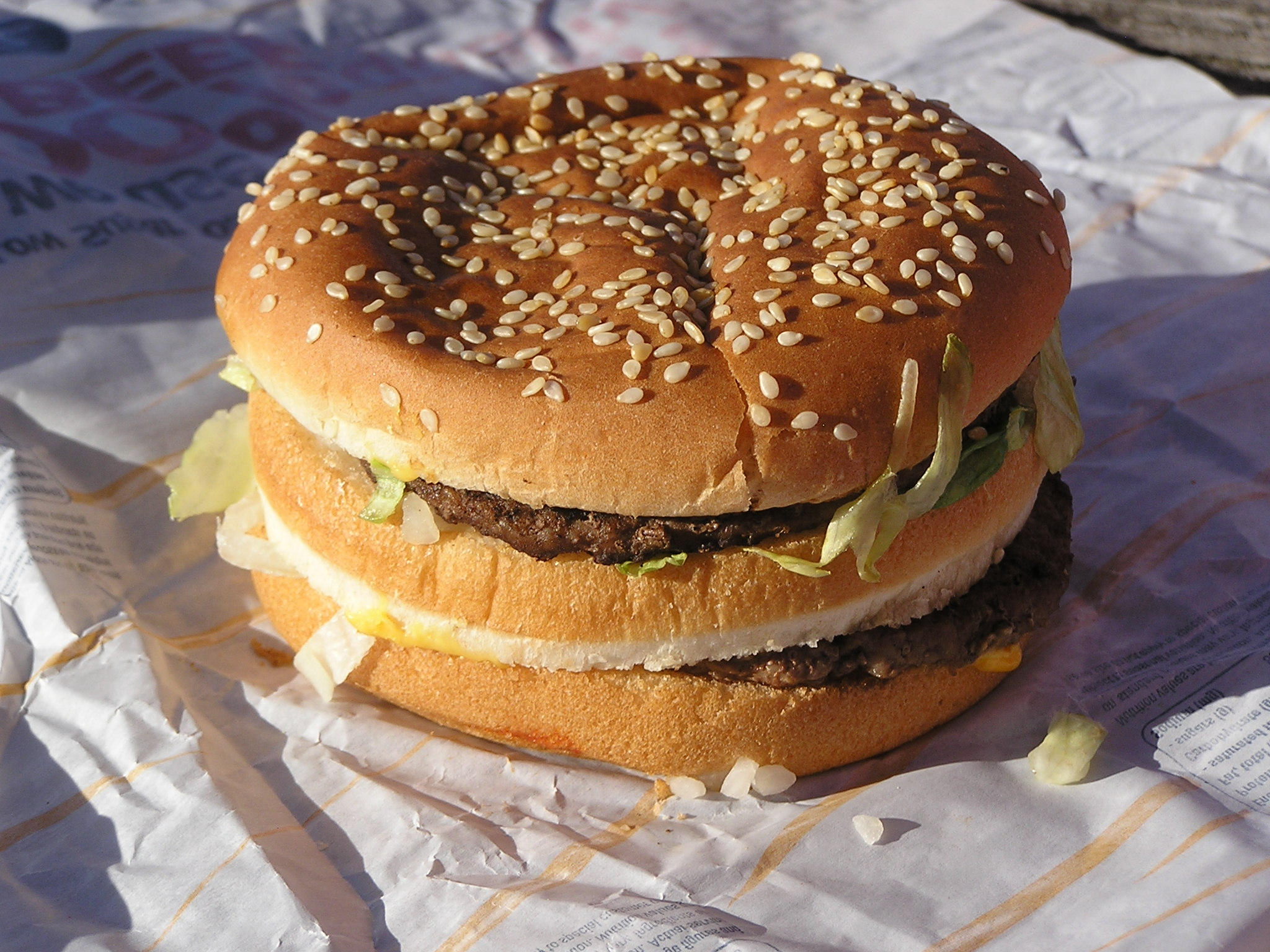
Біг-Мак

І́ндекс БігМака — неофіційний спосіб визначення паритету купівельної спроможності (ПКС).
«Бутербродний» курс — це винахід видання The Economist, який визначає, скільки повинен коштувати бутерброд «БігМак» від «Макдоналдс» у тій чи іншій країні, враховуючи курс її національної валюти. Щорічний «індекс БігМака» The Economist складає регулярно, починаючи з 1986 року. Експерти журналу вважають, що цей індекс найнаочніше оцінює купівельну спроможність різних валют за допомогою вартості макдональдсівського бутерброду завдяки двом причинам: McDonald's присутній у більшості країн світу, а сам біґмак містить достатню кількість продовольчих компонентів (хліб, м'ясо та овочі), аби вважати його універсальним узагальненням продукту народного господарства. Economist вважає, що співвідношення вартості продукту в різних країнах є більш-менш еквівалентним співвідношенню курсів їхніх валют. За підсумками дослідження проведеного 2007 році, українська гривня разом із валютами держав Південно-Східної Азії увійшла до десятки найбільш недооцінених світових валют. Згідно з підрахунком видання, реальна вартість долара в Україні — 4,17 гривні, а 2019 року ціна становить 9,93 грн
Недооцінюють свою валюту також у Китаї, Єгипті, Росії, Індонезії, Малайзії, на Філіппінах. А ось розвинуті країни, навпаки, зазвичай переоцінюють національну валюту, іноді більш ніж удвічі. Згідно з опублікованими результатами, найдорожчий сендвіч — в Ісландії (7,44 долара), Норвегії ($6,63) та Швейцарії ($5,05), найдешевший — в Китаї (1,41 долара).
Популярний сендвіч можна купити в ресторанах McDonald's в Україні дешевше, ніж у США (4,07 долара проти 17.00 гривні), зазначають провідні економісти журналу. Фактично це означає, що гривню недооцінюють на 51%. Багато експертів[які?] зауважують, що індекс вказує на довготривалу тенденцію в коливанні курсів валют. Тому недооціненій валюті належить вирости. Або ж Нацбанк боротиметься зі зростанням курсу, продаючи національну валюту, щоб попередити її подорожчання.[джерело?]
Деякі економісти негативно ставляться до оцінки валют за допомогою сендвіча, мотивуючи свою критику тим, що ціна їжі залежить від ціни продуктів, оренди й інших ціноутворювальних факторів, а в індексі «БігМака» таких нюансів не відбито. Крім того, індекс показує ситуацію не в економіці загалом, а лише на споживчому ринку.

### Дані за 2015 рік[2]
У 2015 році найдешевшим Біг-Маком можна «поласувати» у Венесуелі — за 0,67 долара (недооцінка на 86%), потім йде Україна — 1,55 $ (-67,7%), а за ними Індія, де ціна за цей бутерброд становить 1,83 долара (-61,7%). Найдорожчий Біг-Мак можна купити у Швейцарії — за 6,83 долара (+42,4%), потім йдуть Норвегія — 5,65 $ (+17,9%), Швеція — 5,13 $ (+7%) та Данія — 5,08 $ (+6%). У решті країн Біг-Мак продається дешевше, ніж у США, де він коштує 4,79 $. Для порівняння: у так званому «ареалі Євро» за цей продукт фаст-фуду доведеться заплатити 4,05 $ (3,70 Євро у місцевій валюті), що на 15,4% менше, ніж у США. Всі зазначені цифри наведені на основі так званого «сирого індексу» («Raw Index») за липень 2015 року.